# Tipton (Kansas)
Tipton es una ciudad ubicada en el condado de Mitchell en el estado estadounidense de Kansas. En el año 2010 tenía una población de 210 habitantes y una densidad poblacional de 300 personas por km².

## Geografía
Tipton se encuentra ubicada en las coordenadas 39°20′22″N 98°28′13″O / 39.33944, -98.47028 (39.339380, -98.470155).

## Demografía
Según la Oficina del Censo en 2000 los ingresos medios por hogar en la localidad eran de $33,750 y los ingresos medios por familia eran $45,938. Los hombres tenían unos ingresos medios de $30,500 frente a los $14,375 para las mujeres. La renta per cápita para la localidad era de $17,637. Alrededor del 11.4% de la población estaban por debajo del umbral de pobreza.